# Heterodontus quoyi
El suño de Galápagos (Heterodontus quoyi) es un tiburón cornudo de la familia Heterodontidae, que habita en el océano Pacífico oriental tropical entre las latitudes 0º y 10º S, a profundidades de entre 3 y 40 m. Su longitud máxima es de 1,07 m.
Su reproducción es ovípara.